# Sammy Price
Sammy Price (6. října 1908 Honey Grove, Texas, USA – 14. dubna 1992 New York City, New York, USA) byl americký jazzový klavírista. Začínal jako zpěvák a tanečník v okolí Dallasu. V roce 1938 začal spolupracovat s vydavatelstvím Decca Records, kde hrál jako sideman na řadě nahrávek. Rovněž měl vlastní skupinu nazvanou Texas Bluesicians, ve které s ním hrál trumpetista Emmett Berry a altsaxofonista Don Stovall.